# Simoxenops
Simoxenops és un gènere obsolet d'ocells de la família dels furnàrids (Furnariidae).

## Taxonomia
A la Classificació del Congrés Ornitològic Internacional (versió 2.5, 2010) aquest gènere figurava format per dues espècies:
- Simoxenops striatus
- Simoxenops ucayalae

Estudis morfològics anteriors ja havien propiciat que fora recomanada la inclusió d'ambdues espècies al gènere Syndactyla. Estudis genètics posteriors van demostrar que aquesta era l'opció correcta.